# Stefanos Tsitsipas
Stefanos Tsitsipas (řecky Στέφανος Τσιτσιπάς, * 12. srpna 1998 Athény) je řecký profesionální tenista a vítěz Turnaje mistrů 2019. Ve finále grandslamových French Open 2021 a Australian Open 2023 podlehl Novaku Djokovićovi. Ve své dosavadní kariéře na okruhu ATP Tour vyhrál dvanáct singlových turnajů včetně Monte-Carlo Masters 2021, 2022 a 2024. Již ziskem debutové trofeje na Stockholm Open 2018 se stal prvním Řekem, který ovládl turnaj ATP. Ve čtyřhře vybojoval dvě turnajová vítězství. Na challengerech ATP a okruhu ITF získal sedm titulů ve dvouhře a šest ve čtyřhře.
Na žebříčku ATP byl ve dvouhře nejvýše klasifikován v srpnu 2021 na 3. místě a ve čtyřhře v srpnu 2022 na 64. místě. Během října 2017 se stal prvním Řekem od zavedení žebříčku ATP v roce 1973, který pronikl do elitní světové stovky tenistů. Hlavním koučem je otec Apostolose Tsitsipas. V roce 2023 se součástí trenérského týmu stal Australan Mark Philippoussis. V roce 2022 se na jeho přípravě podílel Thomas Enqvist.
V řeckém daviscupovém týmu debutoval v roce 2019 utkáním zóny Evropy a Afriky proti Lucembursku, když porazil Toma Diedericha. Do září 2024 v soutěži nastoupil k devíti mezistátním utkáním s bilancí 12–1 ve dvouhře a 1–2 ve čtyřhře.
Řecko reprezentoval s Marií Sakkariovou na Hopman Cupu 2019. Historicky první start Řeků v hlavním perthském turnaji skončil druhým místem v základní skupině. Jako jediní přitom porazili vítězné Švýcarsko.

## Tenisová kariéra
V juniorské kategorie se probojoval do semifinále dvouhry ve Wimbledonu 2016 a US Open 2016. S Estoncem Kennethem Raismou vyhráli juniorskou čtyřhru ve Wimbledonu 2016 po finálovém vítězství nad nejvýše nasazenými Kanaďany Félixem Augerem-Aliassimem a Denisem Shapovalovem ve třech setech. Na juniorském kombinovaném žebříčku ITF se stal v květnu 2016 světovou jedničkou a jeho celková zápasová bilance činila 112–47.
Ve dvouhře okruhu ITF debutoval v říjnu 2013, když se do hlavní soutěže v Marathónu probojoval z kvalifikace. V úvodním kole podlehl krajanu Alexandrosi Jakupovicovi. Premiérový singlový titul v této úrovni si odvezl z kyperské Nikósie, kde během listopadu 2015 přehrál ve finále belgického hráče Alexandra Folieho. Debutový turnajový triumf na challengerech si připsal během janovského AON Open 2017. V bitvě o titul zvládl duel proti Španělu Guillermu Garcíovi-Lópezovi.
Ve dvouhře okruhu ATP Tour debutoval na únorovém ABN AMRO World Tennis Tournament 2017 v Rotterdamu, kde od organizátorů obdržel divokou kartu. V úvodním kole vypadl s pozdějším šampionem turnaje Jo-Wilfriedem Tsongou. Navazující týden nestačil na marseillském Open 13 Provence 2017 na Rusa Michaila Južného. Premiérový kariérní vyhraný zápas na túře ATP dosáhl po sérii osmi vyřazení v prvních kolech na říjnovém Shanghai Rolex Masters 2017, kde jako kvalifikant v úvodní fázi dvouhry přehrál Rusa Karena Chačanova. Ve druhém kole jej zastavil dvanáctý nasazený Američan John Isner. Další týden přijel na antverpský European Open 2017. Zlepšení formy se projevilo postupem z kvalifikační soutěže až do prvního kariérního semifinále. Na jeho raketě postupně dohráli turnajová šestka Pablo Cuevas, Ivo Karlović a desátý hráč žebříčku David Goffin, čímž zaznamenal debutovou výhru nad členem elitní světové desítky. V semifinále jej zdolal Argentinec Diego Schwartzman. Stal se tak prvním řeckým semifinalistou turnaje ATP od roku 1973 a Nicholase Kalogeropoulose, jenž do této fáze pronikl v iowském Des Moines. Bodový zisk jej jako prvního Řeka v historii posunul mezi sto nejlepších tenistů žebříčku ATP, když 23. října 2017 figuroval na 95. příčce.

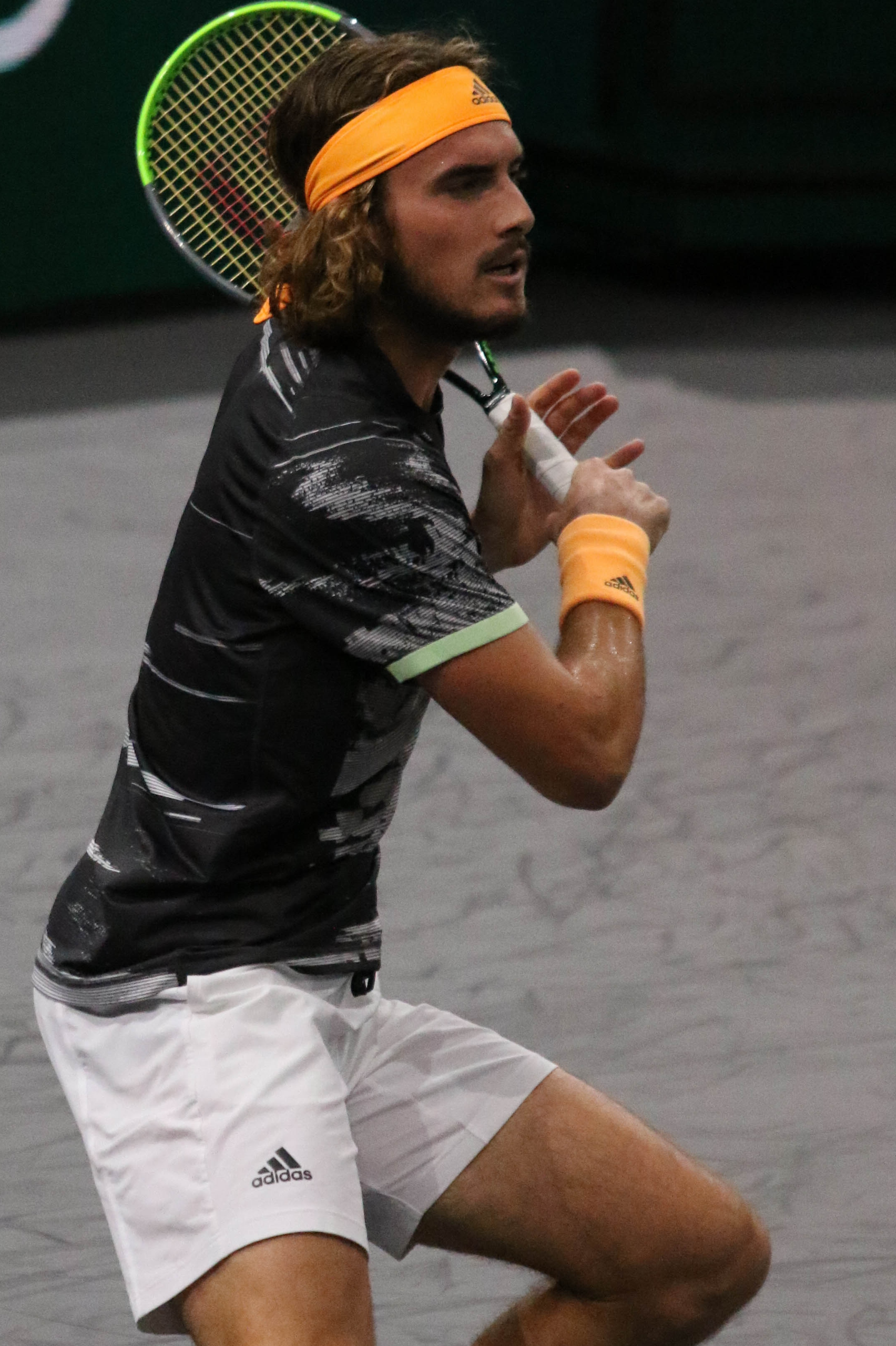
Během Rolex Paris Masters 2019

První čtvrtfinále v kategorii ATP 500 si zahrál během únorového Dubai Tennis Championships 2018, na němž podlehl Tunisanu Maleku Džazírímu. Do semifinále v této kategorii prošel na dubnovém Barcelona Open Banco Sabadell 2018 po vyřazení světové sedmičky Dominica Thiema. V něm zvládl duel proti jedenáctému hráči žebříčku Pablu Carreñovi Bustovi ze Španělska a postoupil do prvního kariérního finále na okruhu ATP Tour. Jako první řecký finalista dvouhry turnaje na okruzích Grand Prix a ATP Tour od Kalogeropulose a roku 1973 uhrál v závěrečném duelu na světovou jedničku Rafaela Nadala jen tři gamy. Bodový zisk jej však poprvé posunul do elitní padesátky žebříčku ATP, když mu patřila 44. příčka.
Debut v hlavní soutěži nejvyšší grandslamové kategorie zaznamenal v mužském singlu French Open 2017 po zvládnuté tříkolové kvalifikaci, v níž na jeho raketě zůstali Ital Thomas Fabbiano, Francouz Gleb Sakharov a Němec Oscar Otte. V prvním kole singlové soutěže však nenašel recept na Chorvat Iva Karloviće po třísetovém průběhu. První grandslamovou kvalifikaci odehrál již na lednovém Australian Open 2017, kde jej ve druhé fázi vyřadil Američan Bjorn Fratangelo. Na torontském Rogers Cupu 2018 prošel až do finále, kde nestačil na světovou jedničku Rafaela Nadala ve dvou setech. Finálový duel odehrál v den 20. narozenin a stal se nejmladším hráčem historie, který na jediném turnaji ATP vyřadil čtyři tenisty elitní světové desítky. Bodový zisk jej následně katapultoval na 15. místo žebříčku. Přitom ve čtvrtfinále odvrátil dva mečboly světové trojce Alexandru Zverevovi a v semifinále jednu mečbolovou příležitost šestého v pořadí Kevina Andersona.
Premiérovou trofej na ATP Tour si odvezl ze Stockholm Open 2018. Ve finále zdolal lotyšského kvalifikanta z druhé světové stovky Ernestse Gulbise po dvousetovém průběhu. Turnaj odehrál ve 20 letech jako nejmladší člen aktuální elitní světové dvacítky. Stal se tak vůbec prvním řeckým vítězem turnaje ATP v historii. Na závěrečné akci Next Generation ATP Finals 2018 v Miláně pro nejlépe postavené hráče do 21 let nenašel přemožitele a všech pět zápasů vyhrál. Ve finálovém souboji zdolal australskou turnajovou dvojku, 19letého Alexe de Minaura, po čtyřsetovém průběhu.

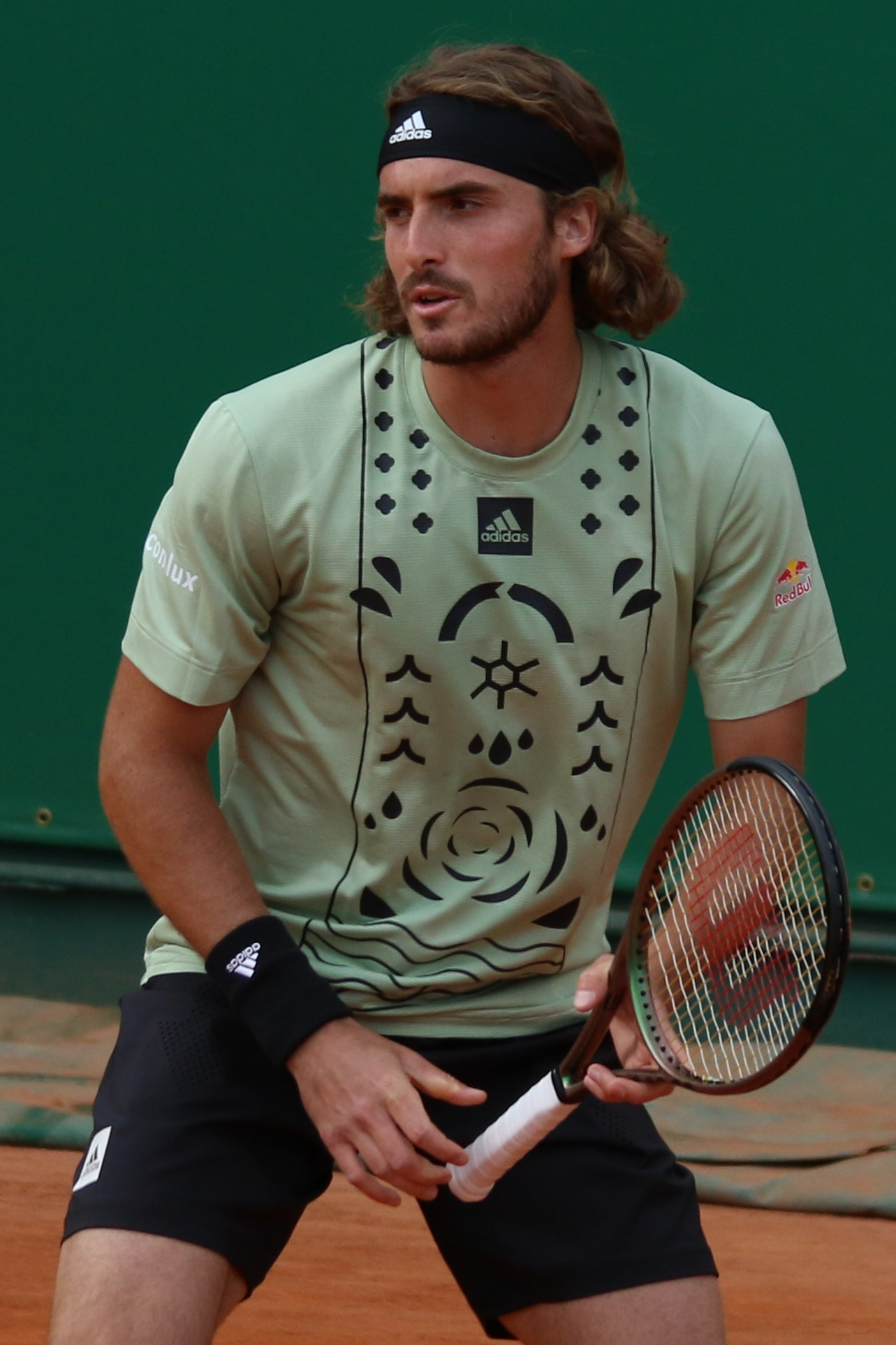
Na Monte-Carlo Masters 2022 podruhé v kariéře obhájil turnajový titul

Do prvního čtvrtfinále i semifinále grandslamu postoupil na Australian Open 2019, kam přijel jako patnáctý hráč žebříčku. Úvodní výhrou nad Italem Matteem Berrettinim se stal prvním reprezentantem Řecka, který na Australian Open zvítězil v utkání mužské dvouhry. Ve čtvrtém kole překvapivě přehrál dvojnásobného obhájce titulu a světovou trojku Rogera Federera po čtyřsetovém průběhu. Tři sady rozhodla až zkrácená hra. V zápase odvrátil všech dvanáct brejkbolů Švýcara a v Melbourne ukončil jeho sedmnáctizápasovou neporazitelnost. Oplatil mu tím těsnou porážku z lednového Hopman Cupu 2019. Po čtvrtfinálovém vítězství nad Španělem Robertem Bautistou Agutem ve čtyřech setech prošel mezi poslední čtveřici hráčů. Grandslam opustil hladkou porážkou od světové dvojky Rafaela Nadala, na níž uhrál jen šest gamů.
Na antukovém Mutua Madrid Open 2019 postoupil do finále po výhrách nad světovou čtyřkou Alexandrem Zverevem a druhým hráčem žebříčku Rafaelem Nadalem. V boji o titul mu porážku z Rogers Cupu 2018 oplatila světová jednička Novak Djoković, jemuž podlehl ve dvou setech. Během zápasu si proti Srbovi nevypracoval žádnou brejkovou příležitost a sám dvakrát ztratil podání. Bodový zisk jej poprvé posunul na 7. místo žebříčku ATP. První titul v sérii Masters vybojoval na antukovém Monte-Carlo Rolex Masters 2021 po závěrečné výhře nad Andrejem Rubljovem. Rovněž na dubnovém Barcelona Open Banco Sabadell 2021 se probojoval do finále, v němž ovšem podlehl světové trojce Rafaelovi Nadalovi. V rozhodující sadě přitom nevyužil mečbol. Časem 3 hodiny a 38 minut se utkání stalo nejdelším finálem na túře ATP od začátku počítání statistik v roce 1991, v zápasech na dvě vítězné sady.
Bez ztráty setu prošel do osmifinále Australian Open 2023, v němž zvládl pětisetovou bitvu s Italem Jannikem Sinnerem. Do druhého kariérního finále na grandslamu jej poté posunuly výhry nad Jiřím Lehečkou a světovou dvacítkou Karenem Chačanovem. Stejně jako na French Open 2021 však v utkání o titul podlehl pátému hráči žebříčku Novaku Djokovićovi po třísetovém průběhu, v němž prohrál dva tiebreaky. Se Srbem tak utržil jedenáctou porážku z třinácti vzájemných zápasů. Bodový zisk jej vrátil na kariérní maximum, 3. místo světové klasifikace.
I desáté kariérní finále z kategorie ATP 500 prohrál v Barceloně, když jej v souboji o titul přehrála světová dvojka Carlos Alcaraz. Naopak jubilejní desátý kariérní titul získal na Los Cabos Open 2023, kde ve finále zdolal i v desátém vzájemném utkání Alexe de Minaura. Třetí Masters ovládl na Monte-Carlo Rolex Masters 2024, čímž vybojoval jedenáctý singlový titul na okruhu ATP Tour. V Monte-Carlu triumfoval potřetí za předchozí čtyři ročníky. V otevřené éře se po Nastasem, Musterovi, Borgovi a Nadalovi stal pátým monackým šampionem s alespoň třemi tituly. Ve finále zdolal Nora Caspera Ruuda ve dvou setech po odvrácení všech osmi brejkových hrozeb. Poprvé od Canada Masters 2018 vyřadil na jediném turnaji tři hráče první světové desítky, pátého Zvereva, druhého Sinnera a desátého Ruuda.  Po dvou měsících se tak vrátil do Top 10, na 7. místo.

## Soukromý život
Stefanos Tsitsipas se narodil roku 1998 v řecké metropoli Athénách do rodiny Řeka Apostolose Tsitsipase a ruské tenistky Julie Apostoliové, rozené Salnikovové, která byla členkou sovětského fedcupového týmu. Má sestru Jelizavetu a bratry Petrose a Pavlose Tsitsipasovy.
 Děd Sergej Salnikov byl sovětský fotbalista a fotbalový funkcionář, olympijský vítěz z Letních her 1956 v Melbourne.
K tenisu jej ve třech letech přivedli rodiče, kteří působili jako trenéři v řeckém turistickém letovisku. Otec se následně stal jeho hlavním koučem. Za preferovaný povrch uvedl tenista trávu a jako svůj silný úder forhend. Vyjma athénského klubu se připravuje také ve francouzské tenisové akademii vedené Patrickem Mouratoglou, trenérem Sereny Williamsové.
Partnerský vztah se španělskou tenistkou Paulou Badosovou se rozvinul poté, co jí poblahopřál k výhře ve druhém kole květnového Italian Open 2023 nad Džabúrovou. Na začátku května 2024 Badosová oznámila rozchod. O tři týdny později Tsitsipas uvedl, že opět tvoří pár.

## Finále na Grand Slamu

### Mužská dvouhra: 2 (0–2)
| Stav      | Rok  | Turnaj          | Povrch | Soupeř ve finále | Výsledek                     |
| --------- | ---- | --------------- | ------ | ---------------- | ---------------------------- |
| Finalista | 2021 | French Open     | antuka | Novak Djoković   | 7–6(8–6), 6–2, 3–6, 2–6, 4–6 |
| Finalista | 2023 | Australian Open | tvrdý  | Novak Djoković   | 3–6, 6–7(4–7), 6–7(5–7)      |

## Finále na okruhu ATP Tour
| Legenda                              |                          |
| D – dvouhra; Č – čtyřhra             | D – dvouhra; Č – čtyřhra |
| ------------------------------------ | ------------------------ |
| Grand Slam (0–2 D)                   |                          |
| Turnaj mistrů (1–0 D)                |                          |
| ATP Tour Masters 1000 (3–4 D; 0–1 Č) |                          |
| ATP Tour 500 (1–11 D; 1–0 Č)         |                          |
| ATP Tour 250 (7–1 D; 1–0 Č)          |                          |

### Dvouhra: 30 (12–18)
| Stav      | č.  | datum              | turnaj                                | kategorie     | povrch    | soupeř ve finále            | výsledek                     |
| --------- | --- | ------------------ | ------------------------------------- | ------------- | --------- | --------------------------- | ---------------------------- |
| Finalista | 1.  | 29. dubna 2018     | Barcelona, Španělsko                  | ATP 500       | antuka    | Rafael Nadal                | 2–6, 1–6                     |
| Finalista | 2.  | 12. srpna 2018     | Toronto, Kanada                       | ATP 1000      | tvrdý     | Rafael Nadal                | 2–6, 6–7(4–7)                |
| Vítěz     | 1.  | 21. října 2018     | Stockholm, Švédsko                    | ATP 250       | tvrdý (h) | Ernests Gulbis              | 6–4, 6–4                     |
| Vítěz     | 2.  | 24. února 2019     | Marseille, Francie                    | ATP 250       | tvrdý (h) | Michail Kukuškin            | 7–5, 7–6(7–5)                |
| Finalista | 3.  | 2. března 2019     | Dubaj, Spojené arabské emiráty        | ATP 500       | tvrdý     | Roger Federer               | 4–6, 4–6                     |
| Vítěz     | 3.  | 5. května 2019     | Estoril, Portugalsko                  | ATP 250       | antuka    | Pablo Cuevas                | 6–3, 7–6(7–4)                |
| Finalista | 4.  | 12. května 2019    | Madrid, Španělsko                     | ATP 1000      | antuka    | Novak Djoković              | 3–6, 4–6                     |
| Finalista | 5.  | 6. října 2019      | Peking, Čína                          | ATP 500       | tvrdý     | Dominic Thiem               | 6–3, 4–6, 1–6                |
| Vítěz     | 4.  | 17. listopadu 2019 | Londýn, Spojené království            | Turnaj mistrů | tvrdý (h) | Dominic Thiem               | 6–7(6–8), 6–2, 7–6(7–4)      |
| Vítěz     | 5.  | 23. února 2020     | Marseille, Francie (2)                | ATP 250       | tvrdý (h) | Félix Auger-Aliassime       | 6–3, 6–4                     |
| Finalista | 6.  | 29. února 2020     | Dubaj, Spojené arabské emiráty        | ATP 500       | tvrdý     | Novak Djoković              | 3–6, 4–6                     |
| Finalista | 7.  | 27. září 2020      | Hamburk, Německo                      | ATP 500       | antuka    | Andrej Rubljov              | 4–6, 6–3, 5–7                |
| Finalista | 8.  | 20. března 2021    | Acapulco, Mexiko                      | ATP 500       | tvrdý     | Alexander Zverev            | 4–6, 6–7(3–7)                |
| Vítěz     | 6.  | 18. dubna 2021     | Monte Carlo, Monako                   | ATP 1000      | antuka    | Andrej Rubljov              | 6–3, 6–3                     |
| Finalista | 9.  | 25. dubna 2021     | Barcelona, Španělsko                  | ATP 500       | antuka    | Rafael Nadal                | 4–6, 7–6(8–6), 5–7           |
| Vítěz     | 7.  | 23. května 2021    | Lyon, Francie                         | ATP 250       | antuka    | Cameron Norrie              | 6–3, 6–3                     |
| Finalista | 10. | 13. června 2021    | French Open, Paříž, Francie           | Grand Slam    | antuka    | Novak Djoković              | 7–6(8–6), 6–2, 3–6, 2–6, 4–6 |
| Finalista | 11. | 13. února 2022     | Rotterdam, Nizozemsko                 | ATP 500       | tvrdý (h) | Félix Auger-Aliassime       | 4–6, 2–6                     |
| Vítěz     | 8.  | 17. dubna 2022     | Monte Carlo, Monako (2)               | ATP 1000      | antuka    | Alejandro Davidovich Fokina | 6–3, 7–6(7–3)                |
| Finalista | 12. | 15. května 2022    | Řím, Itálie                           | ATP 1000      | antuka    | Novak Djoković              | 0–6, 6–7(5–7)                |
| Vítěz     | 9.  | 25. června 2022    | Mallorca, Španělsko                   | ATP 250       | tráva     | Roberto Bautista Agut       | 6–4, 3–6, 7–6(7–2)           |
| Finalista | 13. | 21. srpna 2022     | Cincinnati, Spojené státy             | ATP 1000      | tvrdý     | Borna Ćorić                 | 6–7(0–7), 2–6                |
| Finalista | 14. | 9. října 2022      | Astana, Kazachstán                    | ATP 500       | tvrdý (h) | Novak Djoković              | 3–6, 4–6                     |
| Finalista | 15. | 23. října 2022     | Stockholm, Švédsko                    | ATP 250       | tvrdý (h) | Holger Rune                 | 4–6, 4–6                     |
| Finalista | 16. | 29. ledna 2023     | Australian Open, Melbourne, Austrálie | Grand Slam    | tvrdý     | Novak Djoković              | 3–6, 6–7(4–7), 6–7(5–7)      |
| Finalista | 17. | 23. dubna 2023     | Barcelona, Španělsko                  | ATP 500       | antuka    | Carlos Alcaraz              | 3–6, 4–6                     |
| Vítěz     | 10. | 5. srpna 2023      | Los Cabos, Mexiko                     | ATP 250       | tvrdý     | Alex de Minaur              | 6–3, 6–4                     |
| Vítěz     | 11. | 14. dubna 2023     | Monte Carlo, Monako (3)               | ATP 1000      | antuka    | Casper Ruud                 | 6–1, 6–4                     |
| Finalista | 18. | 21. dubna 2024     | Barcelona, Španělsko                  | ATP 500       | antuka    | Casper Ruud                 | 5–7, 3–6                     |
| Vítěz     | 12. | 1. března 2025     | Dubaj, Spojené arabské emiráty        | ATP 500       | tvrdý     | Félix Auger-Aliassime       | 6–3, 6–3                     |

### Čtyřhra: 3 (2–1)
| Stav      | č. | datum           | turnaj               | kategorie | povrch    | spoluhráč        | soupeři ve finále                 | výsledek              |
| --------- | -- | --------------- | -------------------- | --------- | --------- | ---------------- | --------------------------------- | --------------------- |
| Finalista | 1. | 31. března 2019 | Miami, Spojené státy | ATP 1000  | tvrdý     | Wesley Koolhof   | Bob Bryan Mike Bryan              | 5–7, 6–7(8–10)        |
| Vítěz     | 1. | 27. února 2022  | Acapulco, Mexiko     | ATP 500   | tvrdý     | Feliciano López  | Marcelo Arévalo Jean-Julien Rojer | 7–5, 6–4              |
| Vítěz     | 2. | 22. října 2023  | Antverpy, Belgie     | ATP 250   | tvrdý (h) | Petros Tsitsipas | Ariel Behar Adam Pavlásek         | 6–7(5–7), 6–4, [10–8] |

## Finále Next Gen ATP Finals

### Dvouhra: 1 (1–0)
| Stav  | č. | datum              | turnaj        | povrch    | soupeř ve finále | výsledek                     |
| ----- | -- | ------------------ | ------------- | --------- | ---------------- | ---------------------------- |
| Vítěz | 1. | 10. listopadu 2018 | Milán, Itálie | tvrdý (h) | Alex de Minaur   | 2–4, 4–1, 4–3(7–3), 4–3(7–3) |

## Finále na challengerech ATP a okruhu Futures
| Legenda                    |
| -------------------------- |
| Challengery (1–3 D; 0–1 Č) |
| Futures (5–2 D; 6–2 Č)     |

### Dvouhra: 11 (6–5)
| Stav      | č. | datum              | turnaj                           | povrch | soupeř ve finále       | výsledek                |
| --------- | -- | ------------------ | -------------------------------- | ------ | ---------------------- | ----------------------- |
| Finalista | 1. | 1. listopadu 2015  | Heráklion, Řecko                 | tvrdý  | Steven Diez            | 2–6, 0–6                |
| Vítěz     | 1. | 22. listopadu 2015 | Nikósie, Kypr                    | tvrdý  | Alexandre Folie        | 2–6, 6–4, 6–2           |
| Vítěz     | 2. | 16. dubna 2016     | Santa Margherita di Pula, Itálie | antuka | Erik Crepaldi          | 6–3, 6–1                |
| Vítěz     | 3. | 14. května 2016    | Santa Margherita di Pula, Itálie | antuka | Casper Ruud            | 6–3, 6–7(2–7), 7–6(7–2) |
| Vítěz     | 4. | 28. května 2016    | Lecco, Itálie                    | antuka | Marco Bortolotti       | 7–6(10–8), 7–6(7–3)     |
| Finalista | 2. | 16. července 2016  | Kramsach, Rakousko               | antuka | Yannick Hanfmann       | 4–6, 4–6                |
| Vítěz     | 5. | 2. října 2016      | Oliveira de Azemeis, Portugalsko | tvrdý  | Yannick Mertens        | 6–3, 4–6, 6–2           |
| Finalista | 3. | 8. října 2016      | Mohammedia, Maroko               | antuka | Gerald Melzer          | 6–3, 3–6, 2–6           |
| Finalista | 4. | 15. října 2016     | Casablanca, Maroko               | antuka | Maxime Janvier         | 4–6, 0–6                |
| Vítěz     | 6. | 10. září 2017      | Janov, Itálie                    | antuka | Guillermo García-López | 7–5, 7–6(7–2)           |
| Finalista | 5. | 29. října 2017     | Brest, Francie                   | tvrdý  | Corentin Moutet        | 2–6, 6–7(8–10)          |

### Čtyřhra: 9 (6–3)
| Stav      | č. | datum              | turnaj                           | povrch | spoluhráč               | soupeři ve finále                       | výsledek                    |
| --------- | -- | ------------------ | -------------------------------- | ------ | ----------------------- | --------------------------------------- | --------------------------- |
| Vítěz     | 1. | 2. května 2015     | Heráklion, Řecko                 | tvrdý  | Alexandros Jakupovic    | Danilo Petrović Ilija Vučić             | 6–3, 3–6, [10–7]            |
| Vítěz     | 2. | 7. listopadu 2015  | Heráklion, Řecko                 | tvrdý  | Konstantinos Economidis | Alexandr Lazov Dominik Süč              | 6–2, 6–2                    |
| Vítěz     | 3. | 14. listopadu 2015 | Heráklion, Řecko                 | tvrdý  | Konstantinos Economidis | Alexander Centenari Sami Reinwein       | bez boje                    |
| Vítěz     | 4. | 2. dubna 2016      | Heráklion, Řecko                 | tvrdý  | Konstantinos Economidis | Petr Michnev Václav Šafránek            | 4–6, 7–6(8–6), [10–5]       |
| Vítěz     | 5. | 30. dubna 2016     | Heráklion, Řecko                 | tvrdý  | Konstantinos Economidis | Srinayan Nuvvala Bruno Savi             | 7–6(7–5), 6–7(6–8), [13–11] |
| Finalista | 1. | 13. května 2016    | Santa Margherita di Pula, Itálie | antuka | Petros Tsitsipas        | Franco Agamenone Mateo Nicolás Martínez | 2–6, 2–6                    |
| Finalista | 2. | 13. května 2016    | Oliveira de Azemeis, Portugalsko | tvrdý  | Lorenzo Frigerio        | Nuno Deus João Domingues                | 6–7(7–9), 1–6               |
| Vítěz     | 6. | 2. září 2016       | Calgary, Kanada                  | tvrdý  | Tim van Rijthoven       | Hans Hach Verdugo Jose Statham          | 6–4, 2–6, [13–11]           |
| Finalista | 3. | 23. července 2017  | Scheveningen, Nizozemsko         | antuka | Jozef Kovalík           | Sander Gillé Joran Vliegen              | 2–6, 6–4, [10–12]           |

## Finále na juniorském Grand Slamu

### Čtyřhra: 1 (1–0)
| Stav  | rok  | turnaj    | povrch | spoluhráč      | soupeři ve finále                      | výsledek      |
| ----- | ---- | --------- | ------ | -------------- | -------------------------------------- | ------------- |
| Vítěz | 2016 | Wimbledon | tráva  | Kenneth Raisma | Félix Auger-Aliassime Denis Shapovalov | 4–6, 6–4, 6–2 |

## Chronologie výsledků na Grand Slamu

### Dvouhra
| Turnaj          | 2017    | 2018    | 2019    | 2020    | 2021    | 2022    | 2023    | 2024    | 2025    | SR     | V–P   |
| --------------- | ------- | ------- | ------- | ------- | ------- | ------- | ------- | ------- | ------- | ------ | ----- |
| Australian Open | 2Q      | 1. kolo | SF      | 3. kolo | SF      | SF      | F       | 4. kolo | 1. kolo | 0 / 8  | 24–8  |
| French Open     | 1. kolo | 2. kolo | 4. kolo | SF      | F       | 4. kolo | ČF      | ČF      | 2. kolo | 0 / 9  | 27–9  |
| Wimbledon       | 1. kolo | 4. kolo | 1. kolo | NH      | 1. kolo | 2. kolo | 4. kolo | 2. kolo | 1. kolo | 0 / 8  | 9–8   |
| US Open         | 3Q      | 2. kolo | 1. kolo | 3. kolo | 3. kolo | 1. kolo | 2. kolo | 1. kolo |         | 0 / 7  | 6–7   |
| výhry–prohry    | 0–2     | 5–4     | 8–4     | 8–3     | 12–4    | 10–4    | 14–4    | 8–4     | 1–3     | 0 / 32 | 66–32 |

| Legenda | Legenda                                   | Legenda | Legenda                     |
| ------- | ----------------------------------------- | ------- | --------------------------- |
| SR      | poměr vyhraných turnajů ku všem odehraným | W–L V–P | výhry–prohry                |
| NH      | daný rok se turnaj nekonal                | A       | turnaje se hráč nezúčastnil |
| 1Q / LQ | prohra v (kole) kvalifikace               | 1k / 1R | prohra v daném kole turnaje |
| QF / ČF | prohra ve čtvrtfinále                     | SF      | prohra v semifinále         |
| F       | prohra ve finále                          | Vítěz   | vítězství v turnaji         |